# Милан Дамњановић
Милан Дамњановић (Скопље, 7. септембар 1953) српски је физичар, редовни професор и предводник групе "НаноЛаб" за квантну, математичку и нанофизику на Физичком факултету Универзитета у Београду и редовни члан САНУ. Бави се применом симетрије и теорије група у квантној механици. Посебну пажњу и признање светске научне јавности добио је за проучавање нанотуба.

## Биографија
Основне студије физике је завршио 1975, а докторске 1981. године на Физичком факултету у Београду. Докторску дисертацију под називом „Магнетне линијске групе и примена линијских група на фазне прелазе“ је одбранио под руководством професора др Милана Вујића и др Федора Хербута. На Физичком факултету ради од 1977. године, а као редовни професор од 1994. године. Током студија је боравио на усавршавањима у Немачкој (Карлсруе, Берлин и Дрезден) и Француској (Париз).
Од 1994. године је редовни професор Физичког факултета Универзитета у Београду. Од 2001. године је гостујући професор на Школи егзактних наука Аристотеловог универзитета у Солуну на последипломским студијама.
Добитник је награде "Марко Јарић" за 2005. годину за истраживања карбонских нанотуба. Године 2008. је добио и Годишњу награду за научни рад коју додељује Физички факултет у Београду.
На лични предлог, председник је Матичног научног одбора за физику од 16. јануара 2017.

## САНУ
Дамњановић је од 2006. дописни, а од 2012. године и редовни члан Српске академије наука и уметности. Члан је Одељења за математику, физику и гео-науке. Члан је Академијског одбора за образовање, Академијског одбора за високо образовање и Академијског одбора за науку.

## Публикације
- Хилбертови простори и групе, приступљено: 28. март 2015.
- О симетрији у квантној нерелативистичкој физици, приступљено: 28. март 2015.
- Елементи диференцијалне геометрије и опште теорије релативности, приступљено: 28. март 2015.